# 久留米・広川新産業団地
久留米・広川新産業団地（くるめ・ひろかわしんさんぎょうだんち）とは、福岡県久留米市と広川町の両市町が「地域社会の発展に貢献するエリアとして、物流と製造が融合した新たな団地スタイルを創造する。」という目標で造られた工業団地である。

## 概要
九州一の大河「筑後川」に育まれ、緑豊かな自然に抱かれた久留米市と八女郡広川町の両市町が地域社会の発展に貢献するエリアとして、物流と製造が融合した新たな団地スタイルとして想像された工業団地であり、全体で、約30ヘクタール(久留米市側15ヘクタール・広川町側15ヘクタール)であり、内23ヘクタールの工業用地に26社が誘致されている。

## 沿革
2005年9月28日　財団法人　久留米開発公社が分譲を開始。
2015年7月16日　NSマテリアルズと企業立地基本協定を締結。

## 立地条件

### 建築してはいけないもの
1. 建築基準法別表第二(を)の項(第五号を除く。)に掲げるもの
2. 店舗(当該団地内で製造された製品の販売を目的とした店舗でその用途で床面積が150平方メートル以下の店舗以外)
3. 飲食店
4. 事務所(工場、倉庫等を併設する事務所で、当該事 務所の用途に供する部分の床面積の合計が延べ面積の 2分の1未満のもの、又は運送業、卸売業、製造業、 産業用機械器具賃貸業の用に供する事務所で、かつ、 その用途に供する部分の床面積の合計が当該敷地面積 の 30 パーセント未満のものを除く。)
5. カラオケボックスその他これに類するもの
6. 展示場(地区内で製造された自社製品に関連する製品を展示する展示場で床面積 10,000 平方メートル以下のものを除く。)
7. 運動施設
8. 巡査派出所及び郵便局
9. 神社、寺院、教会その他これらに類するもの
10. 地方公共団体の支庁又は支所の用に供する建築物、老人福祉センター、児童厚生施設その他これらに類するもの
11. 公衆浴場、診療所及び保育所
12. 自動車教習所
13. 税務署、警察署、保健所、消防署その他これらに類するもの
14. 畜舎
15. 廃棄物の処理及び清掃に関する法律第15条第1項に規定する産業廃棄物処理施設その他これに類するもの

## 位置
- 国道3号線まで約1km
- 広川インターチェンジまで約1km
- 佐賀空港まで約35km
- 福岡空港まで約40km
- 博多港まで約45km

## 立地企業

### 久留米市側
- （有）茅島産業
- 九州福山通運（株）
- グリーンリバー（株）
- 小金丸工業（株）
- 三油物流（株）
- （株）白川運輸
- ジェイアンドスミス（株）
- （株）JAPAN.CARGOサービス
- 髙木鉄工（株）
- 筑後運送（株）
- （株）古川シェル
- ブレックス（株）
- （株）ベイテック
- （有）六十運輸
- ユアサ商事（株）

### 広川町側
- （株）エス・ディ・ロジ
- NSマテリアルズ（株）
- （株）大窪商店
- （株）九州シジシー
- （株）ケイティライン
- （株）翔薬
- （合）西友
- （株）中島田鉄工所
- （株）ホンダカーズ福岡
- 宮島醤油フレーバー（株）
- ロジスネクストユニキャリア（株）

令和元年（2019年）10月1日現在